# Göta kanal (film)
Göta kanal eller Vem drog ur proppen? är en svensk komedifilm som hade biopremiär i Sverige den 18 december 1981 i regi av Hans Iveberg med Janne ”Loffe” Carlsson och Kim Anderzon i huvudrollerna.

## Handling
En mycket förmögen arabisk prins vill lägga en order på 1 000 motorbåtar. Det multinationella företaget Uniship och den lilla lokala båttillverkaren Anderssons båtvarv slåss om den stora ordern. Dessvärre lider araben av beslutsångest och utlyser därför en båttävling från Stockholm, genom Göta kanal, till Göteborg. Den som kommer först till Göteborg vinner ordern. Man skyr inga medel under tävlingen vilket leder till höga hastigheter i kanalen och ett antal krascher, bland annat mosas en Fiat 127. En kanotist (Grundberg) blir särskilt drabbad av de tävlandes framfart. Andersson jagas dessutom av den envise kronofogden Peter Black, porträtterad av Magnus Härenstam.

## Om filmen
Filmen blev en stor framgång på biograferna och sågs av över 1,5 miljon människor. Inspelningen ägde rum 13 juli–30 september 1981. Båtarna i filmen är Orrskär 1000 (Carina) och Storebro Storö 31 Baltic (Uniship).
Tre uppföljare har hittills gjorts: Göta kanal 2 – kanalkampen som hade biopremiär juldagen 2006,  Göta kanal 3 – Kanalkungens hemlighet som hade biopremiär juldagen 2009. och Göta kanal 4 – Vinna eller försvinna med premiär den 27 juli 2022.

## Mottagande
Trots att filmen blev en biosuccé möttes filmen av negativa recensioner.
| ”                                                     | Det är svårt och dessutom onödigt utrymmeskrävande att gradera eländet. Men bekymmersammast är det kanske att se framstående skådespelare göra korta inhopp som imbecilla kanalvakter utan att de lyckas förvandla idiotin till humor. | „ |
| – Hans Erik Hjertén i Dagens Nyheter 19 december 1981 | |   |

Filmen är en av titlarna i boken Tusen svenska klassiker (2009).

## Rollista (i urval)

### Ombord påCarina
| Janne ”Loffe” Carlsson | – Janne Andersson |
| Kim Anderzon           | – Lena Andersson  |
| Stig Ossian Ericson    | – Sigurd          |

### Ombord påUniship
| Yvonne Lombard | – Rut                 |
| Nils Eklund    | – Rune                |
| Stig Engström  | – Björn H:son Larsson |

### Övriga roller
| Magnus Härenstam   | – Peter Black, kronofogde                      |
| Rolv Wesenlund     | – Ole                                          |
| Per Oscarsson      | – Ulf Svensson, Exportföreningens representant |
| Georg Rydeberg     | – Gustav, slussvakt                            |
| Peter Harryson     | – polis                                        |
| Svante Grundberg   | – kanotisten                                   |
| Lars Amble         | – Leif Andersson                               |
| Marie Göranzon     | – Astrid Ohlson                                |
| Nadim Sawalha(en)  | – Kahlifa bin Hirscham al Saba, shejken        |
| Anders Nyström     | – Tage, fiskare                                |
| Marvin Yxner       | – Kjell, matrosen som skjuter salut            |
| Gösta Engström     | – husvagnskille                                |
| Christer Boustedt  | – husvagnskille                                |
| Raymond Nederström | – mannen med mjärden                           |
| Frank Andersson    | – man i segelbåt                               |
| Bertil Norström    | – slussvakt                                    |
| Sten Ardenstam     | – slussvakt med macka                          |
| Bosse Parnevik     | – Kung Carl XVI Gustaf                         |
| Christer Lindarw   | – Drottning Silvia                             |
| Sune Mangs         | – serviceman                                   |
| Michael Segerström | – slussvakt                                    |
| Mona Seilitz       | – Sivan, Runes rendez-vous                     |
| Jannis Pesketzis   | – grek                                         |
| Anna-Lotta Larsson | – spådam                                       |
| Gunvor Pontén      | – Gustavs hustru                               |
| Ulf Brunnberg      | – Allan, båtpolis                              |
| Bernt Lundquist    | – Bertil, båtpolis                             |
| Kent Andersson     | – göteborgare                                  |
| Weiron Holmberg    | – göteborgare                                  |
| Johan Thorén       | – stuntman                                     |

### Webbkällor
- Göta Kanal eller Vem drog ur proppen? på Svensk Filmdatabas
- Göta kanal eller Vem drog ur proppen? på Internet Movie Database (engelska)